# Rupnagar
Rupnagar (pendjabi : ਰੂਪਨਗਰ hindi : रूपनगर), aussi appelée Ropar ou Rupar, est une ville et un conseil municipal du district de Rupnagar dans l'état du Pendjab en Inde. L'ancienne cité de Rupnagar aurait été nommée ainsi par un Raja appelé Rokeshar, qui régnait pendant le XIe siècle, à partir du nom de son fils Rup Sen. Ropar abrite aussi l'un des grands sites archéologiques appartenant à la civilisation de l'Indus. L'IIT de Ropar, un des Instituts indiens de technologie, a été inauguré en 2008.

## Géographie
La ville se situe au bord de la rivière Sutlej et les contreforts du Siwalik s'étendent sur la rive opposée.